# Seidai Miyasaka
| Entdeckte Asteroiden: 4         | Entdeckte Asteroiden: 4 | Entdeckte Asteroiden: 4 |
| ------------------------------- | ----------------------- | ----------------------- |
| Nummer und Name                 | Entdeckungsdatum        |                         |
| (7097) Yatsuka                  | 8. Oktober 1993         |                         |
| (7837) Mutsumi                  | 11. Oktober 1993        |                         |
| (8099) 1993 TE                  | 8. Oktober 1993         |                         |
| (58622) 1997 VU                 | 2. November 1997        |                         |
| - alle zusammen mit Hiroshi Abe |                         |                         |

Seidai Miyasaka (jap. 宮坂 正大, Miyasaka Seidai; * 1955) ist ein japanischer Astronom und Asteroidenentdecker.
Zusammen mit seinem Kollegen Hiroshi Abe entdeckte er am Yatsuka-Observatorium (IAU-Code 367) in der Präfektur Shimane zwischen 1993 und 1997 insgesamt 4 Asteroiden.
Der Asteroid (3555) Miyasaka wurde nach ihm benannt.